# Goldener Spatz 2012
Das 20. Deutsche Kinder-Medien-Festival „Goldener Spatz“ fand vom 6. bis 12. Mai 2012 in Gera und Erfurt statt.

## Preisträger

### Preise der Kinderjury
- Kino-/Fernsehfilm: Hanni & Nanni 2 (Buch: Jane Ainscough, Christoph Silber; Regie: Julia von Heinz)
- Kurzspielfilm, Serie/Reihe: Mia und der Minotaurus (Buch und Regie: Florian Schnell)
- Information/Dokumentation: Die Sendung mit dem Elefanten, Episode Müllspezial (Buch: Renate Bleichenbach, Monika Hülshoff)
- Minis: Lui und Bo (Buch und Regie: Timo Peter, Thilo Gebhardt, Timo Kraus, Marco Hopp)
- Unterhaltung: Durch die Wildnis – Das Abenteuer Deines Lebens, Folge 12 (Buch und Regie: Georg Bussek)
- Animation: Der kleine Prinz: Planet der Winde (Buch: Karen Thilo und Martin Frei-Borchers; Regie: Pierre-Alain Chartier)
- Bester Darsteller/-in: Katharina Thalbach (für ihre Rolle als Mademoiselle in Hanni & Nanni 2)
- Regisseur zum besten Kino-/Fernsehfilm (Sonderpreis der Thüringer Staatskanzlei): Julia von Heinz

### Online Spatzen
- TV-Webseite: tivi.de
- Webseite: clixmix.de
- Onlinespiel: Nordmeerforscher – Abenteuer in der Tiefe

### Preise der Fachjury
- Bestes Vorschulprogramm: Ene Mene Bu – und dran bist du vom 19. November 2011 (Regie: Manuela Stacke)
- Preis des MDR-Rundfunkrates (für das beste Drehbuch): Rudolf Herfurtner für Tom und Hacke
- Sonderpreis Goldener Spatz für Innovation: Mark Michel für Veronika

### SPiXEL-Preise
- Kategorie Information/Dokumentation: Übermorgen (Grundschule Rieden)
- Kategorie Animation: Eine ferne Freundschaft (Schulworkshop mit der Sophie Medienwerkstatt e. V., Schwerin)
- Kategorie Spielfilm: Die dicke Tilla (Ferienworkshop mit dem Latücht - Film & Medien e. V., Neubrandenburg)